# باشگاه فوتبال سلتاویگو
باشگاه فوتبال سلتا د ویگو (به اسپانیایی: Celta de Vigo) که سلتا د ویگو یا سلتاویگو معروف است. باشگاه فوتبال اسپانیایی است که در شهر ویگو قرار دارد و هم‌اکنون در لا لیگا اسپانیا بازی می‌کند.
این باشگاه در سال ۱۹۲۳ تأسیس شده است. در پایان فصل ۱۶–۲۰۱۵ تحت هدایت ادواردو بریتزو این تیم با کسب ۶۰ امتیاز و رتبه ۶ جواز حضور در مسابقات فصل آینده لیگ اروپا را به دست آورد. آن‌ها تا نیمه نهایی لیگ اروپا ۱۷–۲۰۱۶ پیش رفتند اما در این مرحله به سد منچستر یونایتد برخورد کردند و در کل با نتیجه ۲ بر ۱ شکست خوردند و از راه‌یابی به فینال بازماندند. سرمربی کنونی باشگاه کلودیو گیرالدز است که به جای رافائل بنیتز در ۱۲ مارس ۲۰۲۴ انتخاب شد از لحاظ بیشترین تعداد هوادار در اسپانیا نهمین تیم را به خود اختصاص داده است این باشگاه یک رقابت تاریخی نیز با باشگاه فوتبال دپورتیوو لا کرونیا معروف به دربی گارسیا داردورزشگاه خانگی باشگاه ورزشگاه بالایدوس در شهر ویگو استیاگو آسپاس بهترین گلزن باشگاه است که در سال ۲۰۲۱ از رامون پولو پیشی گرفت

## بازیکنان

### تیم اول[۲]
| شماره       | ملیت        | نام بازیکن     | تاریخ تولد       | تاریخ عقد قرارداد | تاریخ اتمام قرارداد | یادداشت                      |
| دروازه‌بان‌ها | دروازه‌بان‌ها | دروازه‌بان‌ها    | دروازه‌بان‌ها      | دروازه‌بان‌ها       | دروازه‌بان‌ها         | دروازه‌بان‌ها                  |
| ----------- | ----------- | -------------- | ---------------- | ----------------- | ------------------- | ---------------------------- |
| ۱.          | آرژانتین    | ماتیاس دیتورو  | ۸. مه ۱۹۸۷       | ۲۰۲۱              | ۲۰۲۲                | قرضی از یونیورسیداد کاتولیکا |
| ۱۳.         | اسپانیا     | روبن بلانکو    | ۲۵. ژوئیه ۱۹۹۵   | ۲۰۱۴              | ۲۰۲۳                |                              |
| مدافعان     |             |                |                  |                   |                     |                              |
| ۲.          | اسپانیا     | هوگو مایو      | ۲۲. ژوئن ۱۹۹۱    | ۲۰۰۹              | ۲۰۲۳                |                              |
| ۴.          | مکزیک       | نسترو آراخو    | ۲۹. اوت ۱۹۹۱     | ۲۰۱۸              | ۲۰۲۳                |                              |
| ۱۵.         | غنا         | جوزف آیدو      | ۲۹. سپتامبر ۱۹۹۵ | ۲۰۱۹              | ۲۰۲۶                |                              |
| ۱۷.         | اسپانیا     | خاوی گلن       | ۱۹. نوامبر ۱۹۹۴  | ۲۰۲۱              | ۲۰۲۶                |                              |
| ۱۹.         | اسپانیا     | خوزه فونتن     | ۱۱. فوریه ۲۰۰۰   | ۲۰۲۱              | ۲۰۲۵                |                              |
| ۲۰.         | اسپانیا     | کوین واسکوئز   | ۲۳. مارس ۱۹۹۳    | ۲۰۱۸              | ۲۰۲۳                |                              |
| ۲۴.         | کلمبیا      | جیسون موریو    | ۲۷. مه ۱۹۹۲      | ۲۰۲۰              | ۲۰۲۲                | قرضی از سمپدوریا             |
| هافبک‌ها     |             |                |                  |                   |                     |                              |
| ۶           | اسپانیا     | دنیس سوارز     | ۶. ژانویه ۱۹۹۴   | ۲۰۱۹              | ۲۰۲۴                |                              |
| ۸.          | اسپانیا     | فران بلتران    | ۳. فوریه ۱۹۹۹    | ۲۰۱۸              | ۲۰۲۶                |                              |
| ۱۱.         | آرژانتین    | فرانکو سروی    | ۲۶. مه ۱۹۹۴      | ۲۰۲۱              | ۲۰۲۴                |                              |
| ۱۴.         | پرو         | رناتو تاپیا    | ۲۸. ژوئیه ۱۹۹۵   | ۲۰۲۰              | ۲۰۲۴                |                              |
| ۲۱.         | آرژانتین    | آگوستو سولاری  | ۳. ژانویه ۱۹۹۲   | ۲۰۲۱              | ۲۰۲۳                |                              |
| ۲۳.         | اسپانیا     | برایس مندس     | ۷. ژانویه ۱۹۹۷   | ۲۰۱۸              | ۲۰۲۴                | کاپیتان سوم                  |
| مهاجمان     |             |                |                  |                   |                     |                              |
| ۷.          | برزیل       | تیاگو گالیاردو | ۲۰. ژوئیه ۱۹۸۹   | ۲۰۲۱              | ۲۰۲۲                | قرضی از اینترناسیونال        |
| ۹.          | اسپانیا     | نولیتو         | ۱۵. اکتبر ۱۹۸۶   | ۲۰۲۰              | ۲۰۲۲                |                              |
| ۱۰.         | اسپانیا     | یاگو آسپاس     | ۱. اوت ۱۹۸۷      | ۲۰۱۵              | ۲۰۲۳                | کاپیتان دوم                  |
| ۱۸.         | مکزیک       | اوبرلین پیندا  | ۲۴. مارس ۱۹۹۶    | ۲۰۲۲              | ۲۰۲۷                |                              |
| ۲۲.         | اسپانیا     | سانتی مینا     | ۷. دسامبر ۱۹۹۵   | ۲۰۱۹              | ۲۰۲۴                |                              |

### بازیکنان قرض داده شده
| شماره | ملیت    | نام بازیکن     | یادداشت                       | شماره | ملیت    | نام بازیکن    | یادداشت                            |
| ----- | ------- | -------------- | ----------------------------- | ----- | ------- | ------------- | ---------------------------------- |
| ---   | اسپانیا | ایوان ویار     | لگانس تا ۳۰ ژوئن ۲۰۲۲         | ---   | اسپانیا | سرخیو کاریرا  | به میراندس تا ۳۰ ژوئن ۲۰۲۲         |
| ---   | اسپانیا | میگل بایزا     | به پومفرادینا تا ۳۰ ژوئن ۲۰۲۲ | ---   | ترکیه   | اوکای یوکوشلو | به ختافه تا ۳۰ ژوئن ۲۰۲۲           |
| ---   | اروگوئه | گابریل فرناندز | به خوارز تا ۳۰ ژوئن ۲۰۲۲      | ---   | ترکیه   | امره مور      | به فاتح کاراگومروک تا ۳۰ ژوئن ۲۰۲۲ |

### ذخیره‌ها
| شماره |         | پست       | بازیکن         |
| ----- | ------- | --------- | -------------- |
| ۲۶    | اسپانیا | دروازه‌بان | گیسکا کامپوس   |
| ۲۸    | اسپانیا | مدافع     | کارلوس دومینگز |
| ۲۹    | اسپانیا | هافبک     | گبری ویگا      |
| ۳۲    | اسپانیا | مهاجم     | الفون          |
| ۳۳    | اسپانیا | هافبک     | هوگو سوتلو     |

| شماره |         | پست       | بازیکن                          |
| ----- | ------- | --------- | ------------------------------- |
| ۳۴    | اسپانیا | مدافع     | فرناندو مدرانو                  |
| ۳۵    | اسپانیا | هافبک     | هوگو آلوارز                     |
| ۳۷    | اسپانیا | دروازه‌بان | کوکه کارییو (قرضی از بارسلونا)  |
| ۳۸    | اسپانیا | مدافع     | خاویر کاسترو (قرضی از آلکورکون) |
| ۳۹    | فرانسه  | مدافع     | توماس کریک                      |